# Gniewkowo (Mazovie)
Pour les articles homonymes, voir Gniewkowo (homonymie).
Gniewkowo (prononciation : [ɡɲefˈkɔvɔ]) est un village polonais de la gmina de Bulkowo dans le powiat de Płock de la voïvodie de Mazovie dans le centre-est de la Pologne.

## Histoire
De 1975 à 1998, le village appartenait administrativement à la voïvodie de Płock.